# Theodore Ushev
Theodore Ushev (n. Kyustendil, Bulgaria, 4 de febrero de 1968) es un diseñador gráfico, ilustrador y animador búlgaro, naturalizado canadiense.
Hijo del artista Ushev Assen, se graduó en 1995 como licenciado en diseño gráfico en la Academia Nacional de Arte (Национална художествена академия) de Sofía. Es famoso en Bulgaria por su trabajo de diseño de carteles de teatro durante la década de los años 90. Actualmente vive en Montreal, Quebec, Canadá y es miembro de la National Film Board of Canada, donde ganó popularidad por animaciones como Vertical, The Man Who Waited, Tower Bawher, Tzartitza, Shorts in Motion: The Art of Seduction y Drux Flux, ganadora del premio a la mejor animación canadiense del Canadian Film Institute en el Festival Internacional de Animación de Ottawa. En 2010, presentó un documental animado sobre Arthur Lipsett, titulado Lipsett Diaries (Diarios de Lipsett). En marzo de 2011, Lipsett Diaries fue galardonada como mejor corto animado en la 31 edición de Genie Awards.  
Es autor de shows en vivo multimedia para la banda británica Public Symphony y el álbum y live tour de David Gilmour, In an Island. También ha ilustradro el corto de animación escolar Chris Robinson y el libro Ballad of a Thin Man: In Search of Ryan Larkin (2008).

## Premios y distinciones
Premios Óscar
| Año  | Categoría                | Película     | Resultado |
| ---- | ------------------------ | ------------ | --------- |
| 2017 | Mejor corto de animación | Blind Vaysha | Nominado  |